# Сюрюктях (озеро)
Сюрюктях (также Сююрюктээх) — пресноводное озеро на северо-востоке Якутии, в Берелехском наслеге Аллаиховского улуса. Расположено в пределах Индигирской низменности, к северо-востоку от озера Усун-Улах-Тубата и юго-западу от Хромской губы, в левобережье реки Хрома. Имеет сложно-лопастную форму, вытянутую с юга на север; берега сильно изрезаны на востоке, низкие, покрытые тундровой растительностью. На юге холм Тубата Сев высотой 22 м. На озере несколько островов, особенно много их в южной части водоёма, несколько плёсов, мысов и заливов. Через озеро протекает река Сюрюктях, она впадает на севере и вытекает на востоке, после чего впадает в протоку Тюлях реки Хрома.
Площадь озера составляет 39,3 км². Площадь водосбора — 284 км². Общая длина озера около 11,4 км, максимальная ширина в северной части — около 5,9 км. Находится на высоте 0,9 м над уровнем моря.
Ближайший населённый пункт, посёлок Чокурдах, расположен примерно в 168 км к юго-востоку.